# Chiesa di San Giovanni Battista (Vado Ligure)
La chiesa di San Giovanni Battista è luogo di culto cattolico situato nel comune di Vado Ligure, in piazza San Giovanni Battista, in provincia di Savona. La chiesa è sede della parrocchia omonima del vicariato di Vado Ligure della diocesi di Savona-Noli.

## Storia e descrizione

Particolare del campanile

Edificata nel XVIII secolo, la struttura interna della chiesa si presenta ad unica navata. L'edificio conserva diverse opere pittoriche e scultoree quali, nella contro facciata, un dipinto della Crocifissione databile all'edificazione della chiesa.
Nella prima cappella della parte destra è conservata la tela del Transito di san Giuseppe di scuola pittorica genovese del Settecento; all'altare del transetto destro vi è posizionata una grande statua di gesso patinato in bronzo ritraente il Sacro Cuore di Gesù dello scultore Luigi Venzano.

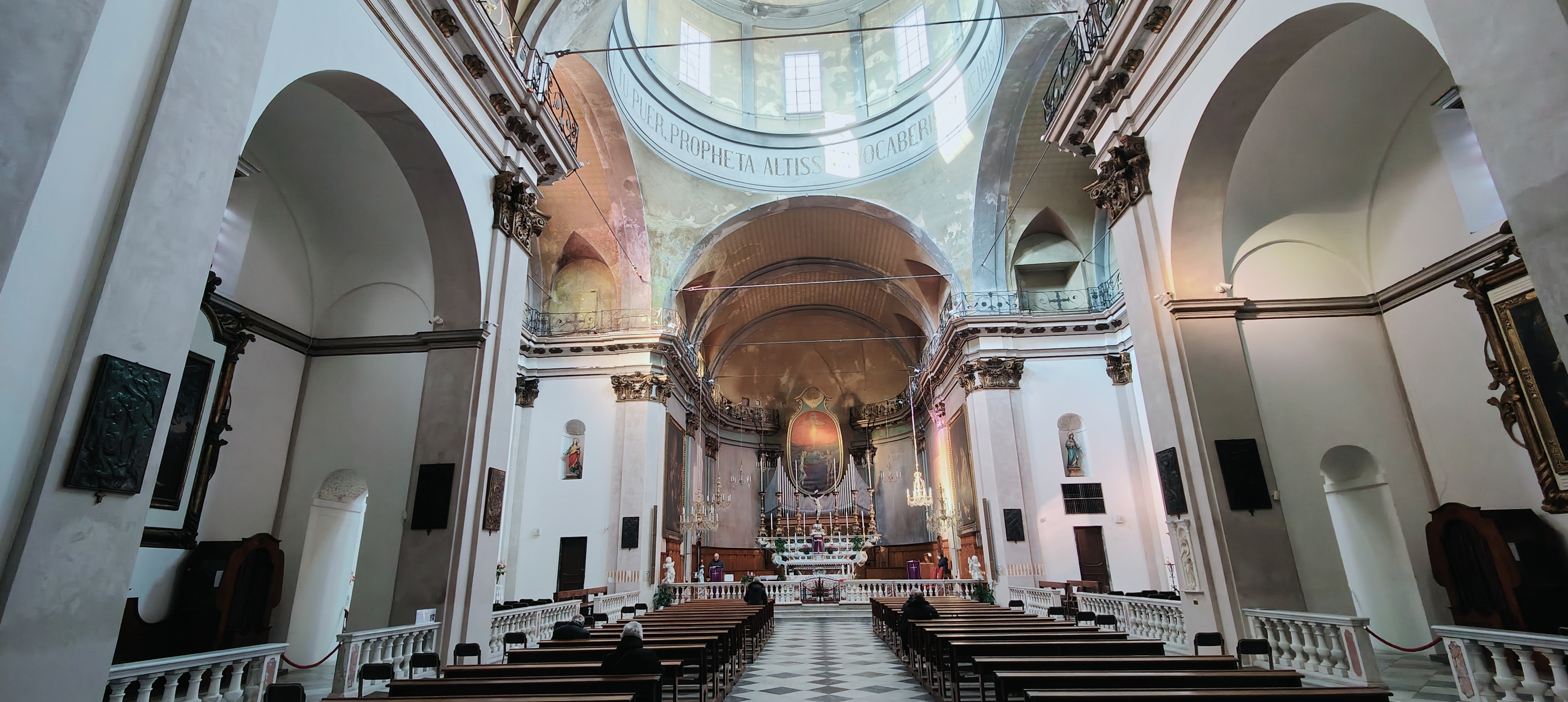
L'interno della chiesa

Nella zona del presbiterio sono ubicati i due dipinti di Francesco Baracca ritraenti la Risurrezione di Lazzaro e Tobia che seppellisce i morti durante la cattività di Babilonia; in fondo al coro la tela di Giannetto Fieschi del 1965 raffigurante Gesù sulle rive del Giordano con san Giovanni Battista e i futuri discepoli Andrea e Giovanni; all'altare del transetto sinistro la Presentazione al Tempio di Domenico Bocciardo del 1720.
Nella parte sinistra della navata, nei pressi del battistero nella prima cappella, è conservata l'opera dello scultore Anton Maria Maragliano del Battesimo di Gesù e una pala d'altare della Visitazione con i santi Pietro e Andrea di artista ligure sconosciuto.